# SAGE引擎
SAGE（戰略動作遊戲引擎）是西木工作室（Westwood Studios）和美商藝電（EA）用於即時戰略遊戲的遊戲引擎。
引擎的第一個版本是W3D (Westwood 3D)，是SurRender 3D引擎的高度修改版本，由Hybrid Graphics開發。
西木在《叛國者》和《Emperor: Battle for Dune》使用了W3D引擎。
在西木被美商藝電收購之後，W3D引擎進一步更新了，新版本在《終極動員令：將軍》使用和改名為SAGE。 畫面和原本的W3D引擎幾乎是完全相同，但是SAGE引擎仍有其獨特優點。
SAGE引擎提供動態照明，從而能夠投射陰影和呈現光線反射的效果。 使用SAGE引擎的遊戲擁有較佳視覺效果。一個獨特功能是停止行動照相機。
較老版本的SAGE在EA的許可下以Creative Common協議使用。
SAGE引擎的更新版本，RNA引擎，在《紅色警戒3》（含資料片《起義時刻》）使用。

## 使用W3D引擎的遊戲
- 銀河戰將
- 終極動員令：叛國者
- 模擬市民

## 使用SAGE引擎的遊戲
- 終極動員令：將軍
  - 終極動員令：將軍 絕命時刻
- 模擬市民2
  - 模擬市民2：佳節時刻
  - 模擬市民2：寵物當家
  - 模擬市民2：公寓生活
- 榮譽勳章：
- 榮譽勳章：
- 極速快感：全民公敵
- 極速快感：玩命山道
- 極速快感：職業街頭
- 終極動員令3：泰伯倫戰爭
  - 終極動員令3：肯恩之怒

## 使用RNA引擎的遊戲
- 終極動員令：紅色警戒3
  - 終極動員令 紅色警戒3：起義時刻
- 終極動員令4：泰伯倫黃昏
- 極速快感：臥底風雲
- 極速快感：進化世代
- 極速快感：超熱力追緝
- MySims（英语：MySims）
- 模擬城市：夢之都
  - 模擬城市：度假天堂
- Spore
  - Spore: Creepy & Cute
  - Spore: Galactic Adventures（英语：Spore: Galactic Adventures）
- 模擬市民3
  - 模擬市民3：世界歷險記
  - 模擬市民3：夢想起飛
  - 模擬市民3：頂級奢華組合
  - 模擬市民3：夜店人生
  - 模擬市民3：慾望街車組合
  - 模擬市民3：休閒生活組合
  - 模擬市民3：花樣年華
  - 模擬市民3：摩登生活組合
  - 模擬市民3：玩美寵物
  - 模擬市民3：主臥室組合
  - 模擬市民3：華麗舞台
  - 模擬市民3：凯蒂佩苪甜心包
  - 模擬市民3：Diesel组合
  - 模拟人生3：异能新世纪
  - 模拟人生3：春夏秋冬
  - 模擬市民3：70、80及90年代組合
  - 模拟人生3：大学生活
  - 模拟人生3：岛屿天堂
  - 模擬市民3：电影組合
  - 模拟人生3：前进未来

注：榮譽勳章 (Medal of Honor)及終極動員令：將軍2 (Command & Conquer: Generals 2)非Maxis所作，上述兩款遊戲使用寒霜引擎開發。

## 使用Glassbox引擎的遊戲
- 模擬城市 (2013)
  - 模擬城市：未來之城
- 模擬市民4